# جاك ن. غرين
جاك ن. غرين (بالإنجليزية: Jack N. Green)‏ هو مصور سينمائي أمريكي، ولد في 18 نوفمبر 1946 في نيويورك في الولايات المتحدة.

## وصلات خارجية
- جاك ن. غرين على موقع IMDb (الإنجليزية)
- جاك ن. غرين على موقع ألو سيني (الفرنسية)
- جاك ن. غرين على موقع ألو سيني (الفرنسية)
- جاك ن. غرين على موقع أول موفي (الإنجليزية)
- جاك ن. غرين على موقع بوكس أوفيس موجو (الإنجليزية)
- جاك ن. غرين على موقع قاعدة بيانات الأفلام السويدية (السويدية)
- جاك ن. غرين على موقع قاعدة بيانات الفيلم (الإنجليزية)
- جاك ن. غرين على موقع كينوبويسك (الروسية)